# Christuskirche (Konstanz)

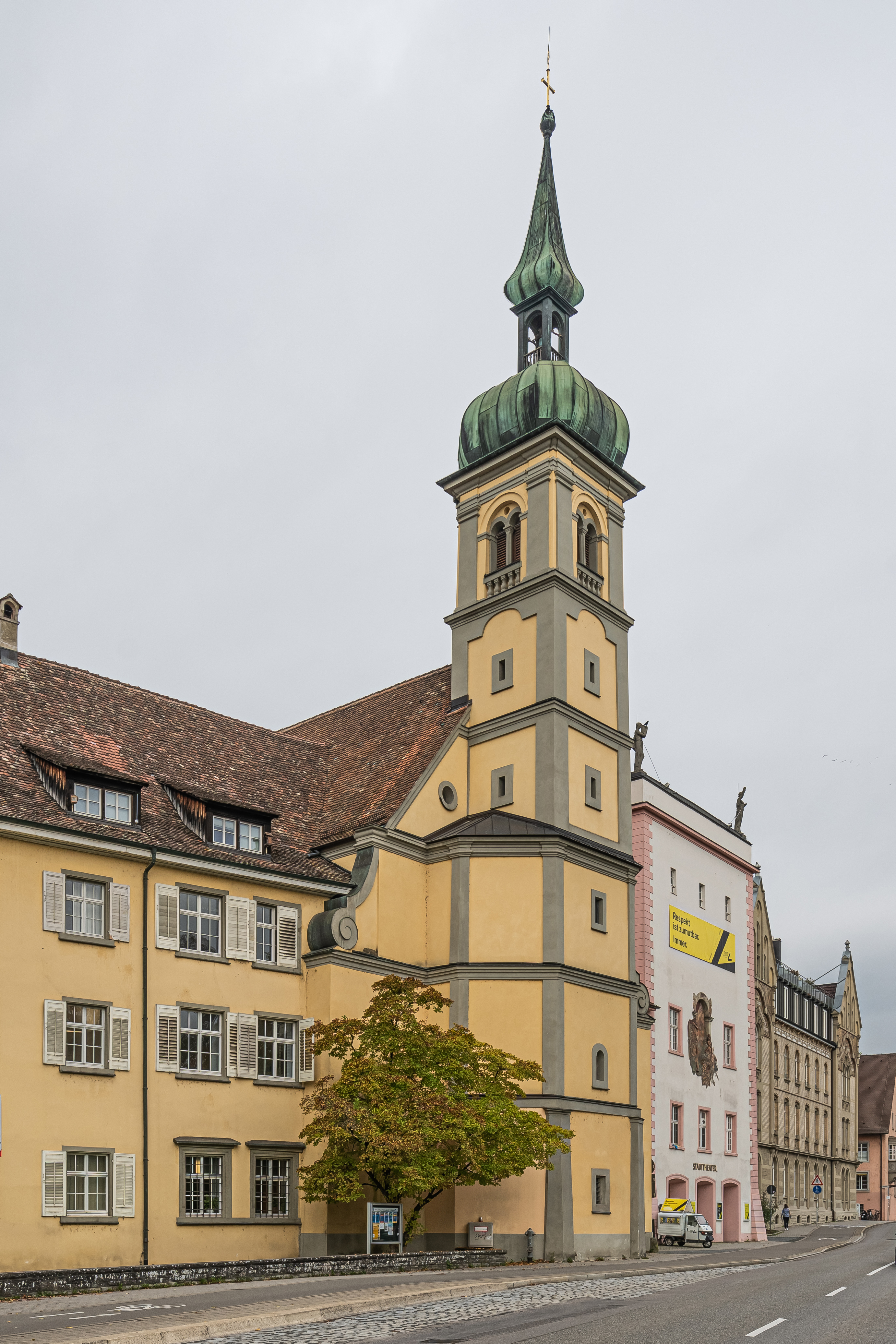
Christuskirche Konstanz

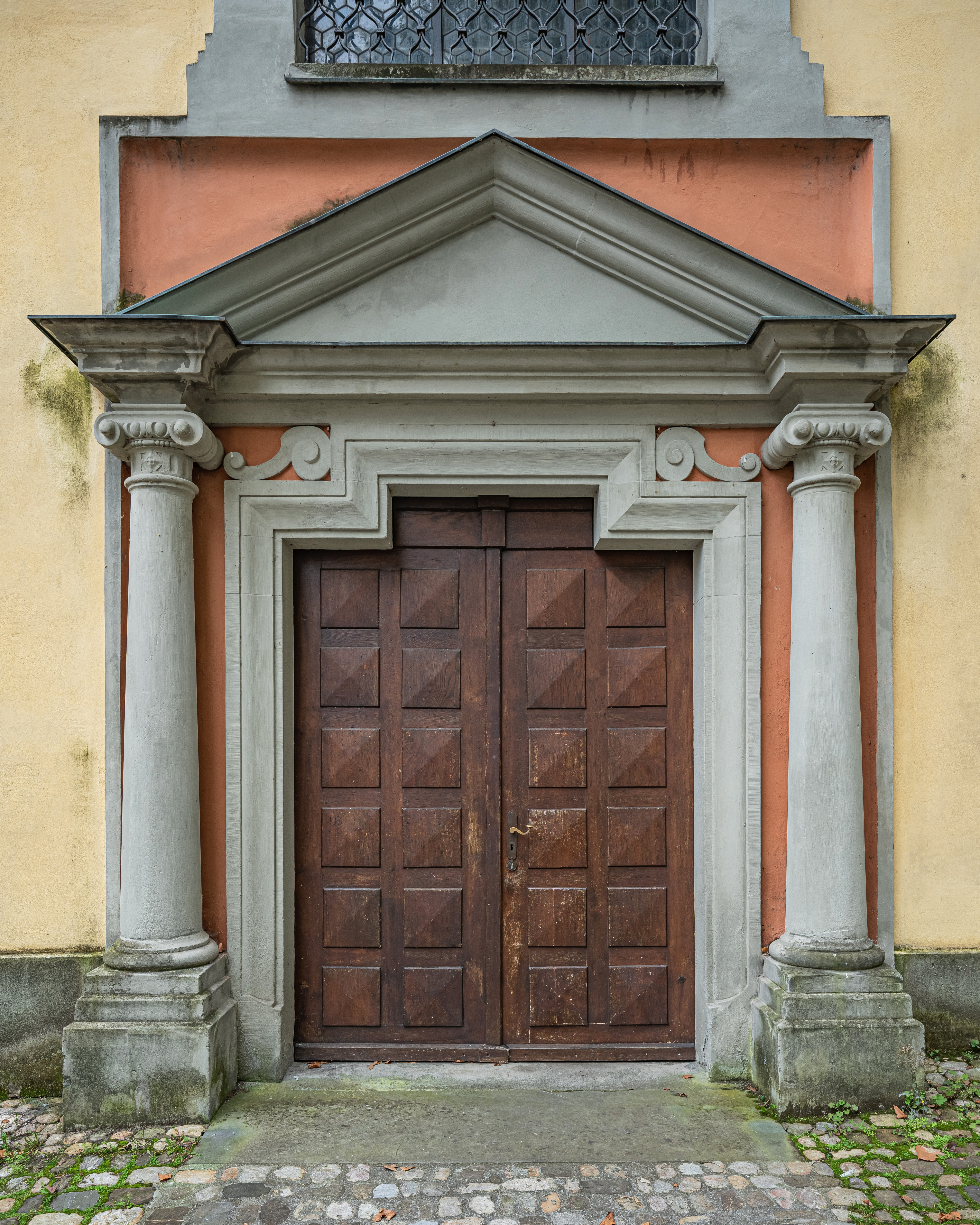
Portal

Die Christuskirche St. Konrad ist ein barockes Kirchengebäude in der Altstadt von Konstanz am Bodensee, zwischen dem Münster und dem Stadttheater, zur Konzilstraße hin. Die Kirche wird seit 1904 von der altkatholischen Gemeinde genutzt.
Den Namen Christuskirche, aber ohne den Zusatz St. Konrad, hat die evangelische Kirche in Konstanz-Wollmatingen.

## Geschichte
Die Christuskirche St. Konrad wurde als Jesuitenkirche in den Jahren 1604 bis 1607 im Spätrenaissance-Stil erbaut. Um die Kirche herum entstanden ein Kolleg und ein Gymnasium. Als Patron erhielt die Kirche den heiligen Konrad, Bischof von Konstanz in den Jahren 934–975.
Der Kirchenbau ist nach römischen Vorbildern als Wandpfeilerkirche mit eingezogenem Chor gebaut und hatte zunächst eine Flachdecke. 1682 wurde die Kirche durch den Jesuiten Heinrich Mayer umgebaut und erhielt ein stuckverziertes Tonnengewölbe im Stil des Barock. 1929–1930 wurde das einsturzgefährdete Gewölbe durch ein Scheingewölbe ersetzt, das mittels einer Stahlaufhängung im Dachstuhl hängt. In der Zeit des Rokoko (1761–1763) mit neuen Altären, Kirchenbänken u. a. ausgestattet.
1773 wurde der Jesuitenorden aufgehoben. Das Gymnasium wurde privatisiert und zum "Collegium Josephinum", das Gebäude wurde später zum Theater umgebaut, die Kirche selbst diente als Gymnasialkirche für Schulgottesdienste. 1904 wurde die Kirche der altkatholischen Gemeinde von Konstanz zur Nutzung überlassen, das Gymnasium hat 19010/1911 einen Neubau im rechtsrheinischen Stadtteil Petershausen bezogen (siehe Heinrich-Suso-Gymnasium Konstanz). Seit 1962 steht die Kirche im Besitz des Landes Baden-Württemberg, das damit auch für den Unterhalt des Gebäudes zuständig ist.
Ab 2008 wurde das Gebäude außen saniert und statisch stabilisiert, in den Jahren bis 2014 wurde eine umfassende Innensanierung und -restaurierung durchgeführt.

## Ausstattung

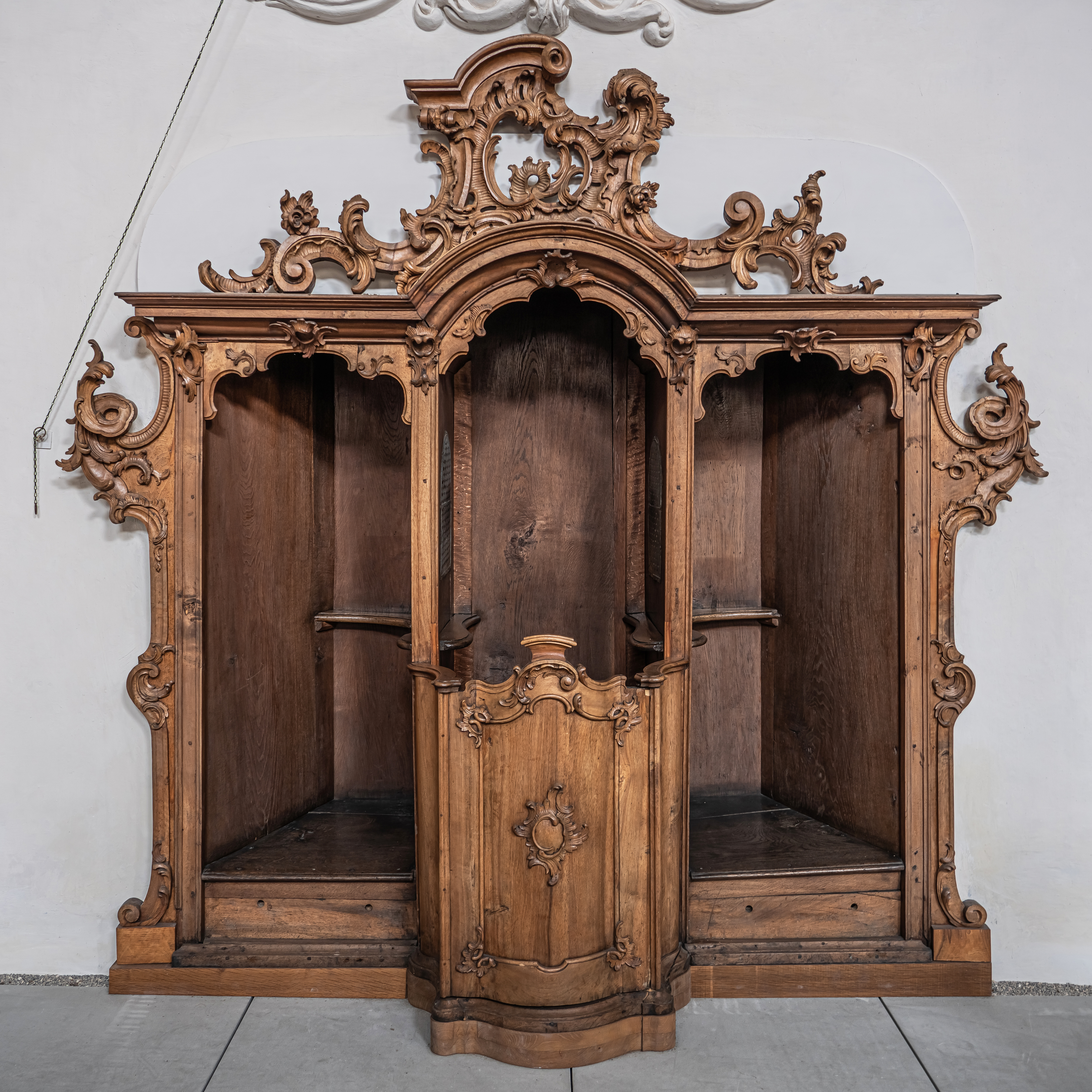
Einer der Beichtstühle

Bis 1610 erhielt die Kirche ihre erste Ausstattung. Erhalten sind davon u. a. eine Marien-Statue mit Kind, die von dem niederländischen Meister Hans Morinck geschaffen wurde. Erhalten sind auch 15 Rosenkranzbilder an den Pfeilern des Langhauses. Sie stammen von einem unbekannten Künstler, sind auf Holz gemalt und tragen das Wappen des jeweiligen Stifters.
Im Chorraum befinden sich vier Gemälde mit Porträts der Jesuiten-Heiligen (Aloisius von Gonzaga, Ignatius von Loyola, Stanislaus Kostka und die japanischen Märtyrer). Die Gemälde stammen wohl aus der Zeit um 1683.
Die jetzige Ausstattung im Rokoko-Stil stammt wohl aus den Jahren 1761–1763. Sämtliche Altäre wurden umgebaut, wobei die seitlichen Chor-Altäre entfernt wurden. Außerdem stammen die heutige Kanzel, Beichtstühle und Kirchenbänke aus dieser Zeit.

### Altäre, Kanzel und Bilder
- Hochaltar mit vergoldetem, silberbeschlagenen Tabernakelaufsatz, Engelsfiguren aus Silber, als Kerzenträger links und rechts der Expositionsfläche für das Heilige Sakrament
- Marienaltar auf der linken Seite, mit Gemälden von Franz Ludwig Hermann
- Sakramentsaltar auf der rechten Seite
- Kanzel mit Darstellungen der Lebewesen der Offenbarung (auch Symbole für die vier Evangelien)
- Madonnenbild aus dem 18. Jahrhundert, von Franz Brugger (Immenstadt), Kopie eines römischen Originals

### Kirchenbänke

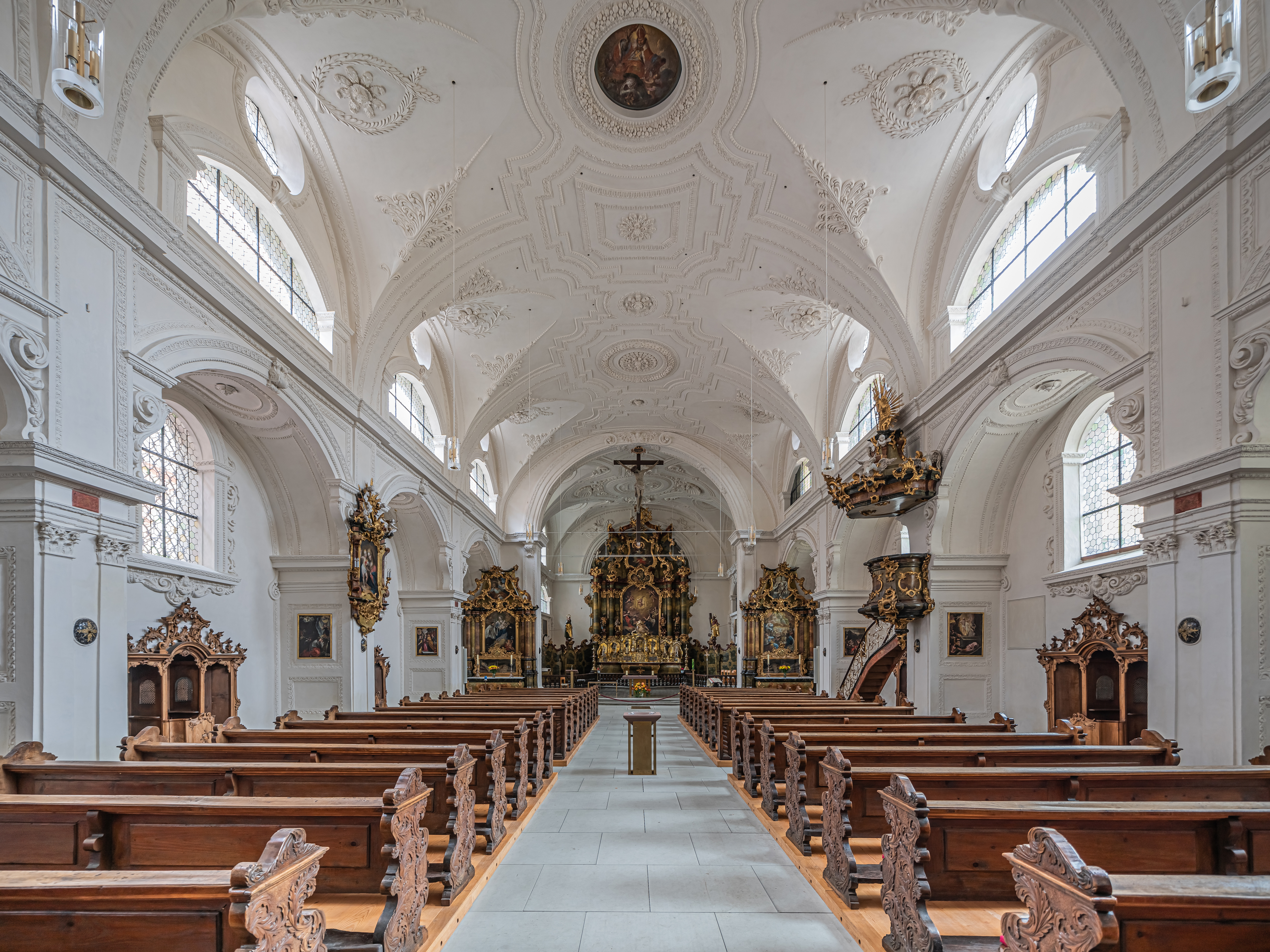
Gesamtansicht des Kircheninneren

Die Kirchenbänke enthalten noch eingeritzte Inschriften aus der Zeit der Schülergottesdienste im späten 18. und ganzen 19. Jahrhundert, mit Namen zahlreicher (heute noch) stadtbekannter Familien. Die Inschriften haben alle Renovierungen überstanden, sodass sie heute ein seltenes stadt- und kulturgeschichtliches Dokument darstellen.

### Reliquien
In der Kirche befinden sich mehrere Reliquien, davon je eine – offen sichtbar – in den beiden Seitenaltären. Außerdem ruhen dort die mutmaßlichen Gebeine des hl. Constantius von Perugia, des hl. Urban und des hl. Felicianus.

### Orgel
Auf der Westempore befindet sich eine kleine Orgel. Das Instrument wurde vermutlich im Jahre 1842 von dem Orgelbauer Joseph Braun erbaut, und 1875–1897 durch den Orgelbauer Wilhelm Schwarz umgebaut. Die Orgel hat 15 Register auf zwei Manualen und Pedal und wurde zuletzt im Jahre 2012 von Orgelbau Vleugels restauriert.
| I Hauptwerk C–f3 |                |       |
| 1.               | Principal      | 8′    |
| 2.               | Viola di Gamba | 8′    |
| 3.               | Rohrflöte      | 8′    |
| 4.               | Violflöte      | 8′    |
| 5.               | Octave         | 4′    |
| 6.               | Octave         | 2′    |
| 7.               | Mixtur IV      | 2 ⁄3′ |

| II Brustwerk C–f3 |            |    |
| 8.                | Gedeckt    | 8′ |
| 9.                | Salicional | 8′ |
| 10.               | Dolce      | 8′ |
| 11.               | Spitzflöte | 4′ |

| Pedalwerk C–c1 |          |     |
| 12.            | Subbaß   | 16′ |
| 13.            | Violone  | 16′ |
| 14.            | Octavbaß | 8′  |
| 15.            | Cello    | 8′  |

- Koppeln: Manualcopplung (II/I), Pedalcopplungen (I/P, II/P)